# Slobodni kraljevski grad
Slobodni kraljevski grad (latinski: libera regia civitas) bio je službeni naziv za najvažnije gradove u Kraljevini Ugarskoj od kasnog 12. stoljeća do revolucije 1848.
Ugarski kralj dodijelio je gradovima određene privilegije kako bi spriječio kontrolu mađarskog plemstva nad tim gradovima, stoga su bili "kraljevski". Imali su određeni stupanj autonomije nad unutarnjim poslovima, stoga su bili "slobodni". Od kraja 14. stoljeća izabrani izaslanici slobodnih kraljevskih gradova sudjelovali su na zasjedanjima Ugarskog sabora i tako su postali dio zakonodavne vlasti. Ovaj popis uključuje i gradove u Hrvatskoj i Bosni, koji su bili u sastavu Zemalja ugarske krune.

## Nepotpuni popis gradova
- Alba Iulia

- Arad

- Baia Mare

- Baia Sprie

- Banská Bystrica

- Banská Štiavnica[4]

- Bardejov

- Bihać

- Bistrița

- Braşov

- Bratislava[5]

- Brezno

- Budimpešta

- Cluj-Napoca

- Debrecin
- Erzsébetváros

- Esztergom

- Gherla

- Jura

- Kežmarok[6]

- Kiseg

- Komoran

- Košice[7]

- Krapina

- Kremnica

- Levoča[8]

- Ľubietová

- Mediaș

- Modra

- Nová Baňa[9]

- Novi Sad

- Orăștie

- Pečuh
- Pezinok

- Prešov[9]

- Pukanec

- Rijeka

- Rušta

- Sabinov

- Satu Mare

- Sebeș

- Sfântu Gheorghe

- Sibiu

- Sigišoara

- Skalica[10]

- Sombor

- Subotica

- Segedin

- Stolni Biograd

- Šopron

- Târgu Mureș

- Temišvar

- Trenčín

- Trnava[5]

- Veľký Šariš

- Vukovar
- Zagreb (Gradec)[11]
- Zvolen[12]
- Željezno

### Nepotpuni popis gradova s djelomičnim pravima
- Banská Belá

- Belá-Dulice

- Beregove

- Nitra

- Podolínec

- Sighetu Marmatiei

- Šamorín

- Užgorod

- Vasvár

- Vršac